# Giacomo Bloise
Giacomo Bloise (Erba, 21 febbraio 1990) è un cestista italiano, che gioca come playmaker.